# Polyalthia cerasoides
Polyalthia cerasoides (Roxb.) Bedd. – gatunek rośliny z rodziny flaszowcowatych (Annonaceae Juss.). Występuje naturalnie w Indiach, Mjanmie, Tajlandii, Kambodży, Laosie, Wietnamie oraz południowo-wschodniej części Chin (w prowincjach Hajnan i Junnan oraz w regionie autonomicznym Kuangsi). 

## Morfologia
PokrójZimozielone drzewo dorastające do 20 m wysokości. Kora ma ciemnoszarą barwę. Młode pędy są mniej lub bardziej owłosione.
LiścieMają kształt od podłużnego do podłużnie lancetowatego lub eliptycznego. Mierzą 6–19 cm długości oraz 2,5–6 cm szerokości. Są żółtawe i owłosione od spodu. Nasada liścia jest od klinowej do zaokrąglonej. Blaszka liściowa jest o tępym wierzchołku. Ogonek liściowy jest szorstki i dorasta do 2–3 mm długości.
KwiatySą pojedyncze, rozwijają się w kątach pędów. Mierzą 1–2 cm średnicy. Działki kielicha mają podłużnie owalny kształt, są owłosione od zewnątrz i dorastają do 8–9 mm długości. Płatki mają podłużnie owalny kształt i zieloną barwę, są owłosione, mniej lub bardzie skórzaste, osiągają do 8–9 mm długości. Kwiaty mają owłosione owocolistki o podłużnym kształcie.
OwocePojedyncze mają kształt od jajowatego do prawie kulistego, zebrane w owoc zbiorowy. Są nagie, osadzone na szypułkach. Osiągają 6 mm średnicy. Mają czerwoną barwę.

## Biologia i ekologia
Rośnie w widnych lasach. Występuje na wysokości do 1100 m n.p.m. Kwitnie od marca do maja, natomiast owoce dojrzewają od kwietnia do listopada. 

## Zastosowanie
Cienkie włókna z kory są wykorzystywane do wytwarzania lin i toreb. Drewno ma zastosowanie w produkcji szafek.